# Opera perduta

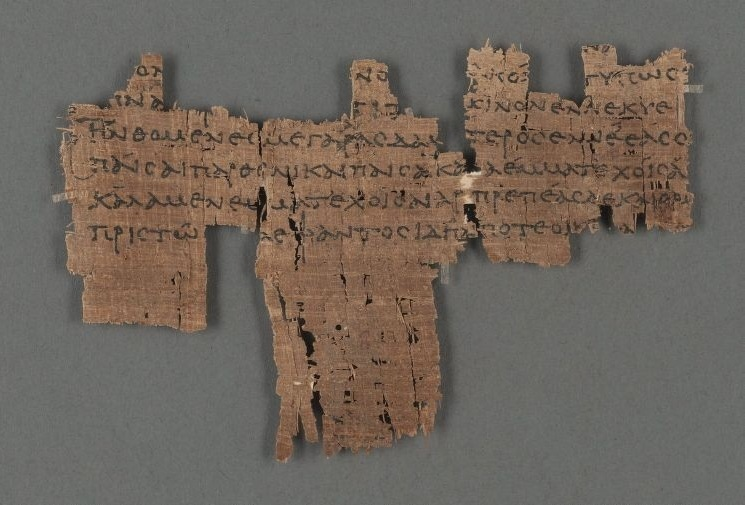
Un papiro di Alcmane

Un'opera perduta è un documento o un'opera letteraria composta nel passato, di cui risultano non esistere più copie. In contrasto, se restano copie di opere antiche, vi si riferisce come 'pervenute'. Le opere possono risultare perdute o per la distruzione del manoscritto originario, o per la perdita di tutti gli apografi da esso.

Il termine, comunque, viene applicato soprattutto ad opere del mondo classico, sebbene si stia diffondendo anche per l'ambito medievale e umanistico.

## Conservazione e perdita dei classici
Possono sopravvivere opere o frammenti scoperti da archeologi o altri, come nel caso spettacolare dei rotoli della biblioteca di Nag Hammadi. Restano anche opere riutilizzate come cartonatura, o citate da altri o nei palinsesti, documenti composti da materiali sui quali originariamente esse erano scritte, ma che in seguito sono stati puliti e riutilizzati: ad esempio, la scoperta, nel 1822, di ampie porzioni del De re publica ciceroniano è uno dei maggiori esempi di ciò, così come un altro celebre ritrovamento è il palinsesto di Archimede, che fu riutilizzato circa trecento anni dopo come libro di preghiere. Alcune opere, dunque, si possono ritrovare nelle biblioteche sotto forma di un codice perduto o erroneamente inventariato, un palinsesto o anche parte di un altro libro o codice.

Alcune volte erano gli stessi autori a distruggere le loro opere, mentre altri casi sono quelli in cui furono essi stessi a chiedere a terzi di farlo, dopo la loro morte: è un caso non frequente, noto per l'Eneide di Virgilio, che fu salvata da Augusto, tra gli altri. Il più delle volte, invece, poiché i manoscritti esistevano in numero molto limitato prima dell'invenzione della stampa, la distruzione delle antiche biblioteche, come i molteplici casi ad Alessandria, portò alla perdita di numerosi scritti; un altro caso, molto frequente, era costituito dal fatto che, se nella scuola si imponeva un autore come testo di studio o modello di stile, i predecessori erano sempre meno letti e copiati, dunque trascurati: è il caso, ad esempio, di Quinto Ennio, che fu soppiantato da Virgilio, nel mondo latino, come epico, o ancora, nel mondo greco, del Ciclo epico, non tramandato, in quanto condannato per stile e ispirazione lungo tutta l'età ellenistica, o ancora, in ambito teatrale greco, la perdita del 90% dei testi tragici e comici a favore di una ristretta selezione di scuola, comprendente i tre tragici (Eschilo, Sofocle, Euripide) e Aristofane per i comici.

Gran parte delle opere perdute che conosciamo viene descritta in compilazioni sopravvissute, come la Naturalis Historia di Plinio il Vecchio, i Deipnosophistai di Ateneo di Naucrati, i Saturnalia di Macrobio o la Biblioteca di Fozio. Si tratta del caso delle opere citate nella lista (non esaustiva), che segue.

## Alcune celebri opere perdute
- Archimede:
  - Sulla sfera
  - Sui poliedri
- Aristarco di Samo: Il testo astronomico che descriveva l'eliocentrismo (modello astronomico in cui la Terra e i pianeti orbitano intorno ad un Sole quasi immobile)
- Aristofane, 33 commedie perdute su 44 composte
- Aristotele:
  - Il secondo libro della Poetica, concernente la commedia
  - Le opere essoteriche
- Augusto
  - De Vita Sua
  - Lettere (restano solo frammenti)

- Gaio Giulio Cesare:

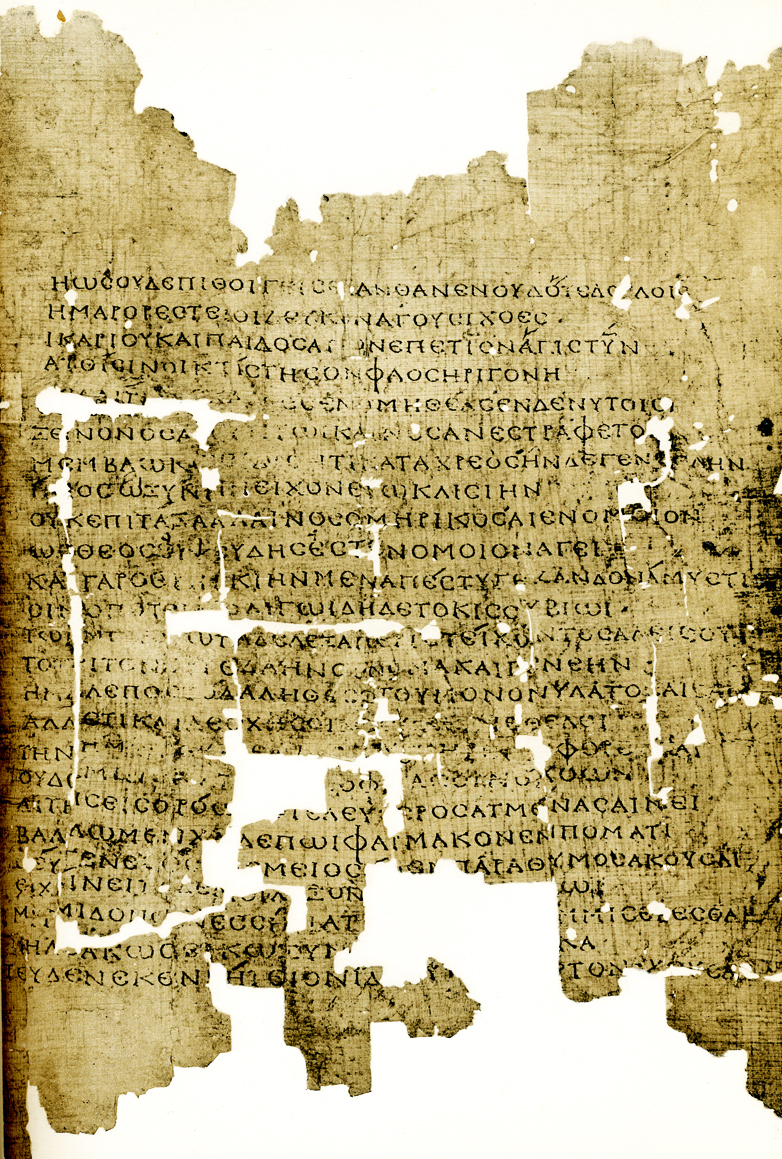
Un papiro con frammenti di Callimaco

  - Anticatonis Libri II (restano solo frammenti)
  - Carmina et prolusiones (restano solo frammenti)
  - De analogia libri II ad M. Tullium Ciceronem
  - De astris liber
  - Dicta collectanea ("detti collettanei", anche noti con il titolo greco άποφθέγματα ápofthégmata)
  - Lettere (restano solo frammenti)
    - Epistulae ad Ciceronem
    - Epistulae ad familiares

  - Iter (resta solo un frammento)
  - Laudes Herculis
  - Libri auspiciorum ("Libri di auspici", noti anche come Auguralia)
  - Oedipus
  - Contributi ai libri pontificales come pontifex maximus
  - Forse alcuni carmi erotici giovanili
- Le opere di circa 360 autori della commedia greca antica[2]
- Silla, Memorie, citate da Plutarco
- Catone il Censore:
  - Origines, una storia di Roma e dell'Italia in 7 libri
  - Carmen de moribus, un libro di massime
  - Praecepta ad Filium, enciclopedia
  - Collezione delle orazioni
- Quinto Tullio Cicerone:
  - Quattro tragedie: Tiro, Erigones, Electra ed un'altra di cui si ignora il titolo
- Marco Tullio Cicerone:
  - Hortensius, un dialogo noto anche come "Sulla Filosofia"
  - Consolatio, per la morte della figlia Tullia
- Claudio:
  - De arte alea ("Arte del gioco dei dadi")
  - Un dizionario etrusco
  - Storia etrusca
  - Una storia del regno di Augusto
  - 8 libri di Storia cartaginese
  - Difesa di Cicerone contro Asinio Gallo
- Ctesibio:
  - Pneumatica, sulle pompe idrauliche
  - Memorabilia, compilazione di lavori di ricerca

- Eratostene:

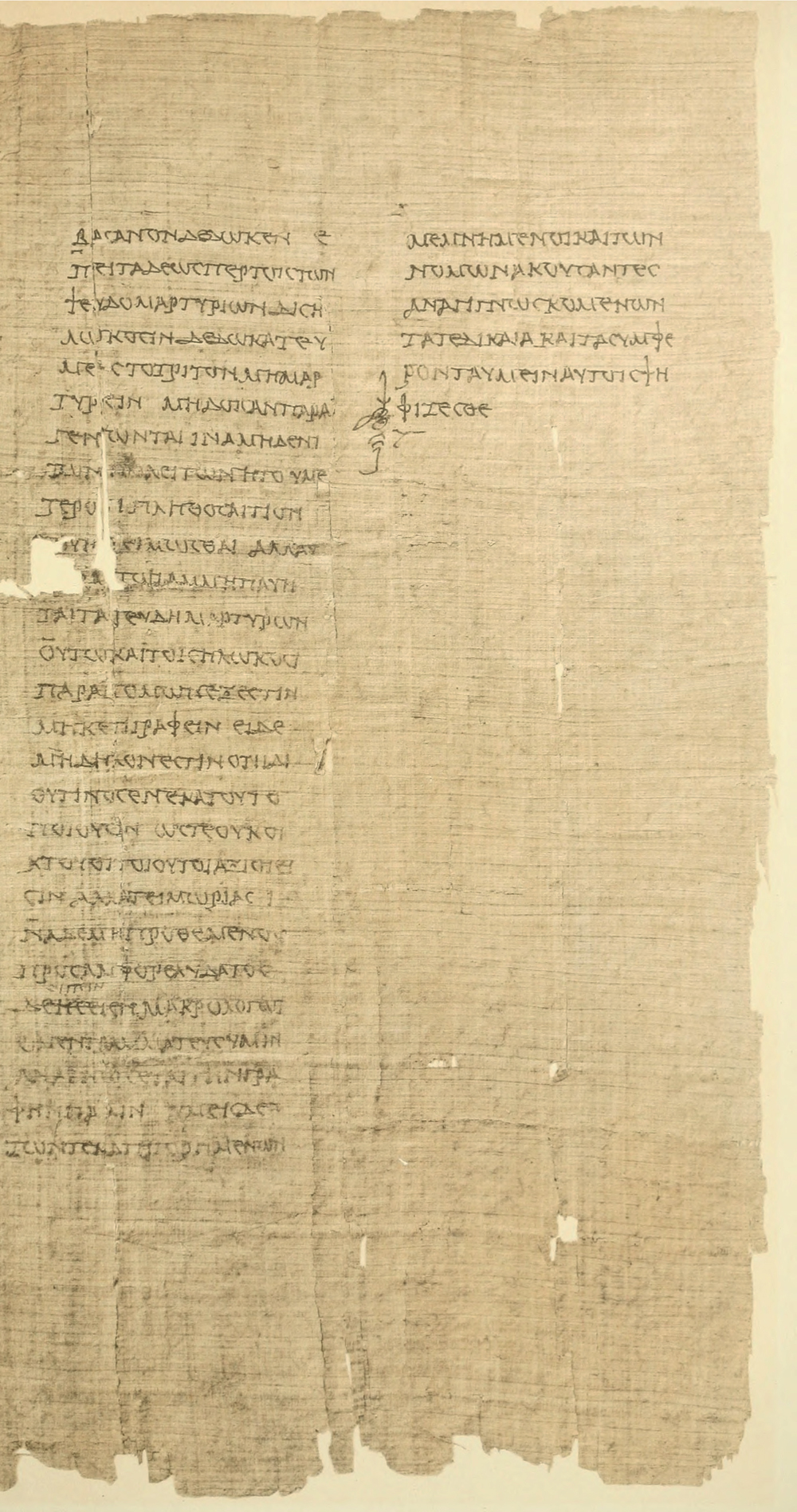
Colonne IX-X del papiro Londiniensis (P. Lit. Lond. 134) di Iperide

  - Περὶ τῆς ἀναμετρήσεως τῆς γῆς (Perí tís anametríseos tís gís, Sulla misurazione della terra; perduto, ma riassunto dall'astronomo Cleomede)
  - Geographica (perduto, esaminato criticamente nei primi due libri dell'opera del geografo augusteo Strabone)
  - Arsinoe (un ricordo della regina Arsinoe; citato da Ateneo nei Deipnosophistai)
  - Erigone (epillio)
- Eschilo, 85 drammi perduti su circa 92 composti
- Euclide:
  - Coniche, un lavoro sulle sezioni coniche in seguito continuato da Apollonio di Perga nel suo più celebre trattato omonimo
  - Porismi, il cui titolo esatto resta incerto (probabilmente "corollari")
  - Pseudaria, o Libro degli errori, un testo di tipo elementare sugli errori nel Ragionamento
  - Loci superficiali, forse sui loci (insiemi di punti) sulle superfici o sui loci che costituivano le superfici
- Eudemo:
  - Storia dell'Aritmetica (ne resta una sola breve citazione)
  - Storia dell'Astronomia (restano varie citazioni)
  - Storia della Geometria (restano varie citazioni)
- Euripide, 75 drammi perduti su circa 90 composti
- Le opere dei filologi e grammatici alessandrini
- Le opere dei filosofi appartenenti alla scuola di Epicuro, dello stoicismo, del platonismo e dell'aristotelismo
- Verrio Flacco:
  - De Orthographia: De Obscuris Catonis, una spiegazione di glosse rare in Catone il Censore
  - Saturnus, su questioni del rituale romano
  - Rerum memoria dignarum libri, un lavoro enciclopedico ampiamente usato da Plinio il Vecchio
  - Res Etruscae, probabilmente sull'arte degli auguri
- Frontino:
  - De re militari
- Il Catalogo delle Donne attribuito ad Esiodo
- Galeno:
  - Sulla dimostrazione[3]
- L'omerico Margite
- I volumi dei lirici greci arcaici, tranne parti di Pindaro e Bacchilide
- Livio, 107 dei suoi 142 libri Ab Urbe Condita, una storia di Roma
- Marco Anneo Lucano:
  - Catachthonion
  - Iliacon
  - Epigrammata
  - Adlocutio ad Pollam
  - Silvae
  - Saturnalia
  - Medea
  - Salticae Fabulae
  - Laudes Neronis
  - Orpheus
  - Prosa oratio in Octavium Sagittam
  - Epistulae ex Campania
  - De Incendio Urbis
- Nicandro:
  - Aetolikà, una storia in prosa dell'Etolia
  - Heteroeumena, poema mitologico
  - Georgiche e Melissourgikà, di cui restano ampi frammenti
- Ovidio, Medea, tragedia di cui restano solo due brevissimi frammenti
- Il lessico di Panfilo di Alessandria in 95 libri
- Plinio il Vecchio:
  - Storia delle guerre in Germania, di cui restano alcuni frammenti negli Annales e nella Germania di Tacito
  - Studiosus, un trattato retorico
  - Dubii sermonis, in 8 libri
  - Historia de suis temporibus, in 31 libri, ancora citati da Tacito
  - De iaculatione equestri, un manuale di tipo militare sull'arte del lancio da cavallo
- Gaio Asinio Pollione, Historiae
- Prassagora, Storia di Costantino il Grande
- Le opere dei filosofi presocratici
- Pitea di Massalia, τὰ περὶ τοῦ Ὠκεανοῦ (ta peri tou Okeanou), "Sull'Oceano".
- Quintiliano, De Causis Corruptae Eloquentiae (Sulle cause della corruzione dell'eloquenza)
- Diodoro Siculo, Bibliotheca historica - di 40 libri, restano solo i primi 5 e i libri X-XX
- Saffo di Lesbo, della sua vasta produzione lirica rimane solo l'Inno ad Afrodite ed alcuni frammenti.
- I libri della Sibilla
- Socrate, versione poetica delle favole esopiche
- Sofocle, 115 drammi perduti su circa 120 composti
- Le opere di circa 1000 storici greci[4]
- Strabone, Commentari Storici
- Svetonio:
  - De Viris Illustribus, di cui restano De Illustribus Grammaticis ("Sui grammatici famosi"), De Claris Rhetoribus ("Sui retori famosi") e le Vite dei Poeti, oltre a brevissimi frammenti
  - Sulle etere
  - Sui sovrani
  - Roma ("Su Roma"), in 4 parti: Usi e costumi romani, L'anno Romano, Le feste Romane e I vestiti Romani
  - Sui giochi greci
  - Sugli uffici pubblici
  - Sul De re publica di Cicerone
  - Sui difetti fisici
  - Sul risparmio del tempo
  - Sugli insulti in greco
  - Problemi grammaticali
  - Sui segni critici
- Teofrasto:
  - Sulle miniere[3]
- Marco Terenzio Varrone:
  - Saturarum Menippearum libri CL
  - Antiquitates rerum humanarum et divinarum libri XLI
  - Logistoricon libri LXXVI
  - Hebdomades vel de imaginibus
  - Disciplinarum libri IX
- Le opere del Ciclo epico:
  - Sei poemi del Ciclo Troiano: Canti Ciprii, Etiopide, Piccola Iliade, Iliou persis ("Sacco di Troia"), Nostoi ("Ritorni") e Telegonia
  - Quattro poemi del Ciclo Tebano: Edipodia, Tebaide, Epigoni e Alcmeonide
  - Altri poemi epici arcaici: Titanomachia, Eracleia, Presa di Ecalia, Canti di Naupatto, Foceide, Miniade
- Le opere di circa 1000 tragici greci[5].